# Organosol
Organosol je referenční třída půd v Taxonomickém klasifikačním systému půd České republiky. Organosoly jsou organické, rašelinné půdy. Tvoří na organogenních substrátech – rašelinách. Rašelinný horizont T musí být mocnější než 50 cm. Do referenční třídy organosoly náleží půdní typ organozem.

## Organozem OR
Organozem neboli rašeliništní půda vzniká na organických substrátech a vyznačuje se vysokým podílem organických humózních látek, které vznikají nedokonalým rozkladem odumřelých organických zbytků pod vodou (tzv. rašeliněním). Vlastní půda vzniká aktivizací a osídlením vrchních vrstev rašeliny vegetací. 
Organozemě se vyznačují silně kyselým pH, nedostatkem minerálních látek a prosycením vodou. Hlavním půdotvorným procesem je hromadění rašeliny.
Rašelinné půdy můžeme rozdělit na subtypy:
- slatinové, nacházející se v zamokřených prohlubních; jsou jen mírně kyselé nebo neutrální, nasycené a minerálně bohaté,
- vrchovištní, jež jsou vázány převážně na horské oblasti a vyznačují se vysokým stupněm kyselosti a nízkým obsahem minerálních látek,
- přechodné, které jsou vytvořené pod rašelinnými loukami, kde se již uplatňuje vliv povrchové nebo podzemní vody.

Stratigrafie půdního profilu: T 1 – T 2 – Cg